# Thomas H. Armstrong
Thomas Henry Armstrong (* 6. Februar 1829 in Milan, Ohio; † 29. Dezember 1891 in Albert Lea, Minnesota) war ein US-amerikanischer Politiker. Zwischen 1866 und 1870 war er Vizegouverneur des Bundesstaates Minnesota.

## Werdegang
Thomas Armstrong besuchte bis 1854 das Western Reserve College. Nach einem anschließenden Jurastudium an der Cincinnati Law School und seiner Zulassung als Rechtsanwalt begann er in diesem Beruf zu arbeiten. Später wurde er auch in der Bankenbranche tätig. Seit 1855 lebte er in der Gemeinde High Forest in Minnesota. Im Jahr 1874 zog er nach Albert Lea weiter. Politisch war er bis 1861 Mitglied der Demokratischen Partei, dann wechselte er zu den Republikanern. Zwischen 1864 und 1865 war er Abgeordneter im Repräsentantenhaus von Minnesota; 1865 wurde er als Nachfolger von Jared Benson Speaker dieser Parlamentskammer. Von 1875 bis 1878 gehörte er dem Staatssenat an.
1865 wurde Armstrong an der Seite von William Rainey Marshall zum Vizegouverneur von Minnesota gewählt. Dieses Amt bekleidete er zwischen 1866 und 1870. Dabei war er Stellvertreter des Gouverneurs und Vorsitzender des Staatssenats. Im Jahr 1873 beabsichtigte er eine Kandidatur für das Amt des Gouverneurs. Er stieg aber noch vor dem Nominierungsparteitag aus dieser Bewerbung wieder aus. Thomas Armstrong starb am 29. Dezember 1891 in Albert Lea.